# Tim Tramnitz
Tim Tramnitz (Amburgo, 16 novembre 2004) è un pilota automobilistico tedesco, dalla stagione 2024 è entrato nel Red Bull Junior Team.

## Carriera

### Kart e Formula 4

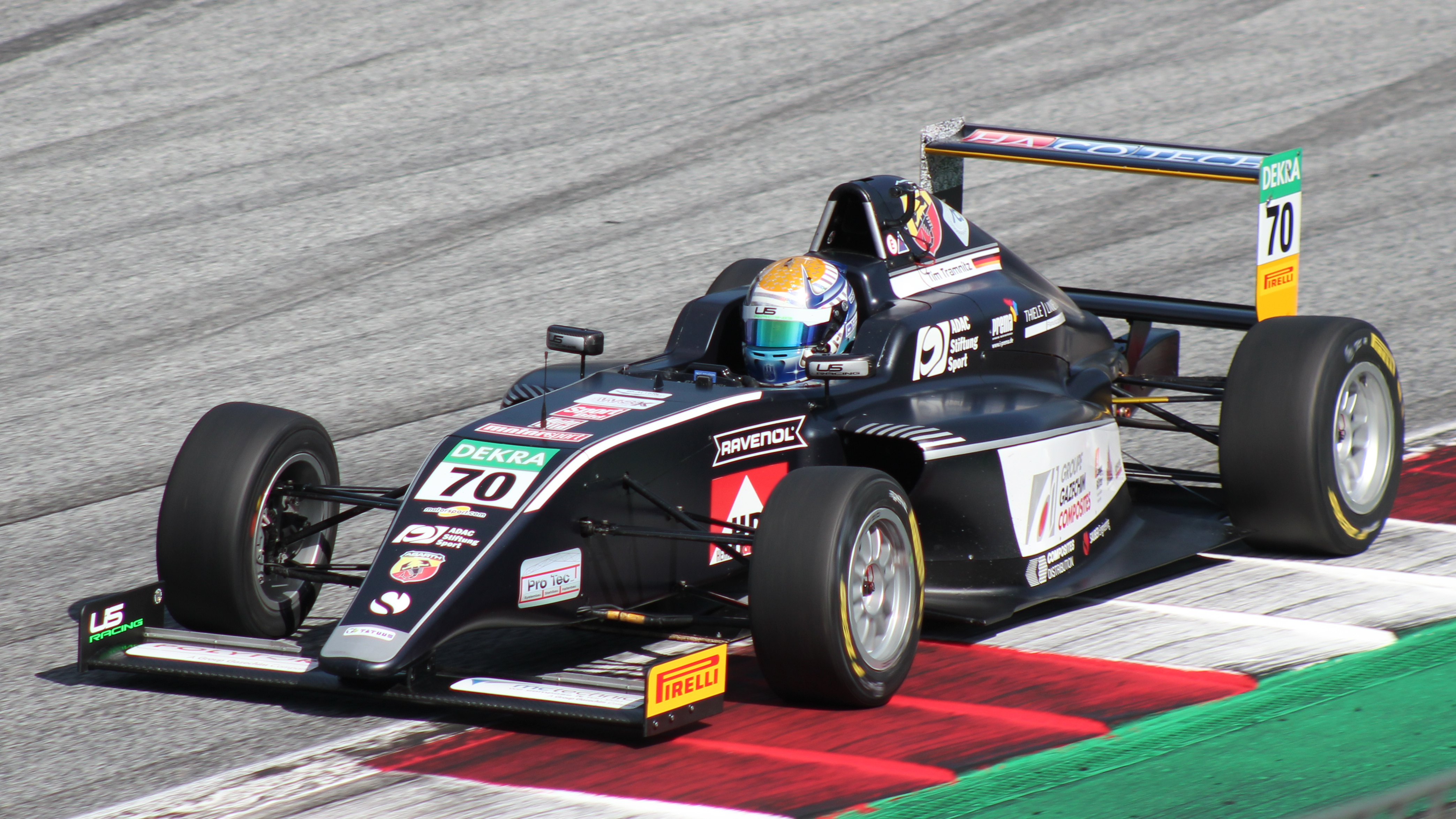
Tim Tramnitz durante Campionato italiano di Formula 4 2021

Tramnitz inizia a correre in kart nel 2011, durante la sua carriera ottiene diversi successi, come la Norddeutsche Kart-Challenge nel 2014, la Rhein-Main-Kart-Cup nel 2015 e l'ADAC Kart Academy nel 2017. 
Al finire del 2019 partecipa per la prima volta a un test con una vettura di Formula 4. L'anno seguente debutta in monoposto correndo nel Campionato ADAC di Formula 4 guidando per il team US Racing. Tramnitz si dimostra molto competitivo, ottiene cinque podi e nel ultima gara stagionale ottiene la sua prima vittoria a Oschersleben davanti a Jonny Edgar. Il pilota tedesco finisce quarto in classifica e primo tra i Rookie. 
Nel 2021 Tramnitz sempre con il team US Racing si iscrive alla Formula 4 ADAC e in quella italiana. Nelle due serie ottiene ben nove vittorie e chiude secondo in classifica piloti dietro al britannico Oliver Bearman.

### Formula Regional

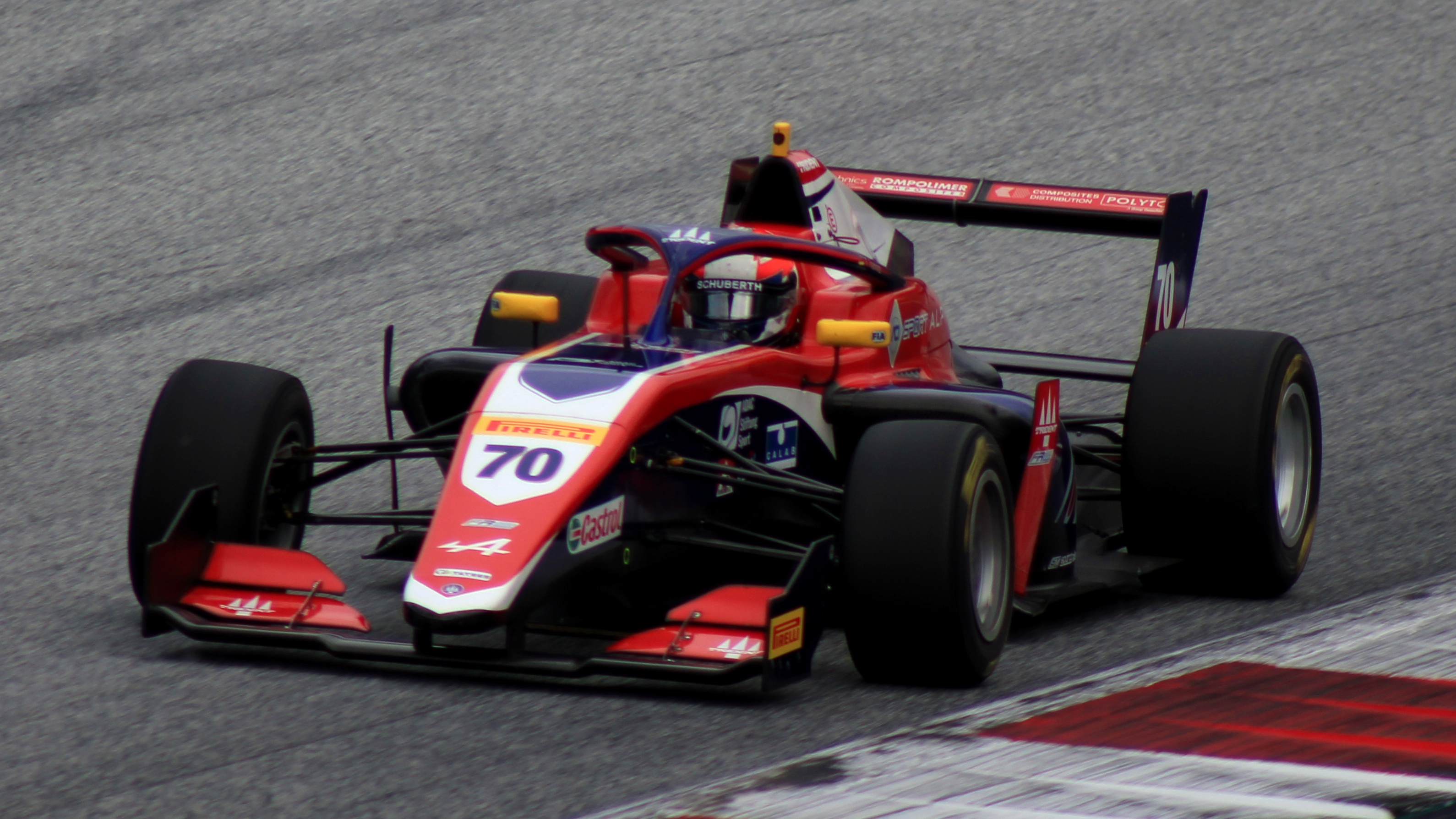
Tim Tramnitz durante Campionato FIA di Formula 3 europea regionale 2022

Nel 2022 Tramnitz passa alla Formula 3 europea regionale correndo per il team Trident insieme a Leonardo Fornaroli e Roman Bilinski. La stagione per il pilota tedesco risulta più difficile del previsto, ottiene diversi piazzamenti a punti e nella seconda gara del Hungaroring ottiene il suo miglior risultato, un quarto posto. Tramnitz chiude la stagione al quindicesimo posto con 34 punti ottenuti.
Nel inverno seguente passa al team R-ace GP correndo gli ultimi due round della Formula Regional Middle East. Nel resto della stagione corre la Formula regional europea sempre con il team francese. Nella serie europea ottiene tre vittorie, due sul Circuito di Catalogna e una Hockenheimring. Grazie anche ad altri sette podi e una buona costanza di risultati chiude la stagione al terzo posto dietro al campione italiano Andrea Kimi Antonelli e il compagno di team Martinius Stenshorne.

### Formula 3

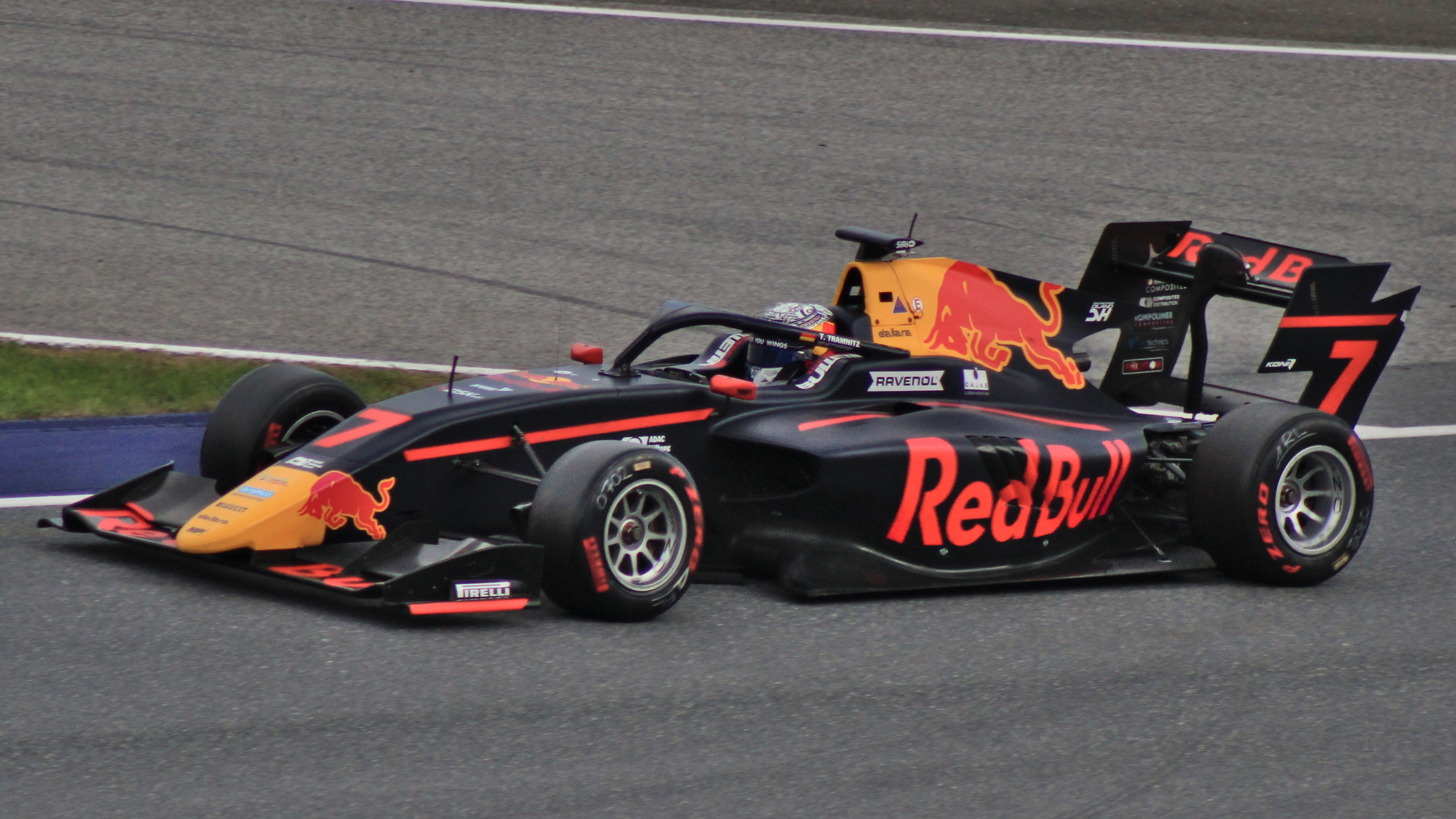
Tim Tramnitz alla guida della Dallara F3 nel 2024

Nel 2024 con il supporto della Red Bull Junior Team passa in Formula 3 con il team MP Motorsport. Tramnitz ottiene il primo podio nella serie nella prima gara lunga a Sakhir chiudendo terzo dietro Luke Browning e Christian Mansell. Nelle gare a griglia invertita d'Imola e Montecarlo ottiene due secondi posti, il primo dietro Oliver Goethe e il secondo dietro Nikola Tsolov. La sua prima vittoria nella serie arriva in gara uno di Monza, dominando la primo al ultimo giro. Chiude la stagione al nono posto della classifica generale e arriva terzo tra i Rookie.
Per la stagione 2025 viene confermato dal team MP Motorsport.

### Formula E
Nell'aprile 2023, Tramnitz viene invitato al test per Rookie della Formula E a Berlino con il team ABT Cupra. L'anno successivo, Tramnitz torna in pista con la vettura del team ABT anche nelle prove libere riservate ai Rookie di Misano e Berlino.

## Risultati

### Riassunto della carriera
| Stagione | Serie                        | Team                     | Gare                | Vittorie            | Pole                | G.V                 | Podio               | Punti               | Pos.                |
| -------- | ---------------------------- | ------------------------ | ------------------- | ------------------- | ------------------- | ------------------- | ------------------- | ------------------- | ------------------- |
| 2020     | Formula 4 ADAC               | US Racing                | 21                  | 1                   | 0                   | 0                   | 6                   | 226                 | 4º                  |
| 2020     | Formula 4 italiana           | US Racing                | 2                   | 0                   | 0                   | 0                   | 0                   | 4                   | 24º                 |
| 2021     | Formula 4 ADAC               | US Racing                | 18                  | 5                   | 5                   | 2                   | 9                   | 269                 | 2º                  |
| 2021     | Formula 4 italiana           | US Racing                | 15                  | 4                   | 2                   | 2                   | 9                   | 232                 | 2º                  |
| 2022     | Formula 3 europea regionale  | Trident                  | 20                  | 0                   | 0                   | 0                   | 0                   | 34                  | 15º                 |
| 2022–23  | Formula E                    | ABT Cupra Formula E Team | Pilota collaudatore | Pilota collaudatore | Pilota collaudatore | Pilota collaudatore | Pilota collaudatore | Pilota collaudatore | Pilota collaudatore |
| 2023     | Formula Regional Middle East | R-ace GP                 | 6                   | 0                   | 0                   | 0                   | 0                   | 20                  | 14º                 |
| 2023     | Formula regional europea     | R-ace GP                 | 20                  | 3                   | 4                   | 1                   | 10                  | 239                 | 3º                  |
| 2023     | Euroformula Open             | CryptoTower Racing Team  | 3                   | 0                   | 0                   | 2                   | 3                   | 55                  | 12º                 |
| 2023-24  | Formula E                    | ABT Cupra Formula E Team | Pilota collaudatore | Pilota collaudatore | Pilota collaudatore | Pilota collaudatore | Pilota collaudatore | Pilota collaudatore | Pilota collaudatore |
| 2024     | Formula 3                    | MP Motorsport            | 20                  | 1                   | 0                   | 0                   | 4                   | 81                  | 9º                  |
| 2025     | Formula 3                    | MP Motorsport            | 15                  | 1                   | 0                   | 0                   | 3                   | 93*                 |                     |

* Stagione in corso.

### Risultati Formula 3 regionale europea
(legenda) (Le gare in grassetto indicano la pole position) (Le gare in corsivo indicano Gpv)
| Stagione | Team               | 1   | 2   | 3   | 4   | 5   | 6   | 7   | 8   | 9   | 10  | 11  | 12  | 13  | 14  | 15  | 16  | 17  | 18  | 19  | 20  | Punti | Pos. |
| -------- | ------------------ | --- | --- | --- | --- | --- | --- | --- | --- | --- | --- | --- | --- | --- | --- | --- | --- | --- | --- | --- | --- | ----- | ---- |
| 2022     | Trident Motorsport | MNZ | MNZ | IMO | IMO | MON | MON | LEC | LEC | ZAN | ZAN | HUN | HUN | SPA | SPA | RBR | RBR | CAT | CAT | MUG | MUG | 36    | 15º  |
| 2022     | Trident Motorsport | 11  | 12  | 9   | 7   | 16  | Rit | 10  | 10  | Rit | Rit | Rit | 4   | 8   | 7   | 33† | 9   | 22  | 13  | 11  | 14  | 36    | 15º  |
| 2023     | R-ace GP           | IMO | IMO | CAT | CAT | HUN | HUN | SPA | SPA | MUG | MUG | LEC | LEC | RBR | RBR | MNZ | MNZ | ZAN | ZAN | HOC | HOC | 239   | 3°   |
| 2023     | R-ace GP           | 6   | Rit | 1   | 1   | 8   | 16  | 2   | 2   | 3   | 7   | 4   | 3   | 3   | 12  | Rit | 3   | 6   | 4   | 1   | 2   | 239   | 3°   |

* Stagione in corso.

### Formula Regional Middle East
| Stagione | Squadra  | 1   | 2   | 3   | 4   | 5   | 6   | 7   | 8   | 9   | 10  | 11  | 12  | 13  | 14  | 15  | Punti | Pos. |
| -------- | -------- | --- | --- | --- | --- | --- | --- | --- | --- | --- | --- | --- | --- | --- | --- | --- | ----- | ---- |
| 2023     | R-ace GP | DUB | DUB | DUB | KMT | KMT | KMT | KMT | KMT | KMT | DUB | DUB | DUB | ABU | ABU | ABU | 20    | 14º  |
| 2023     | R-ace GP |     |     |     |     |     |     |     |     |     | 7   | 7   | 9   | 21  | 24  | Rit | 20    | 14º  |

### Risultati in Formula 3
(legenda) (Le gare in grassetto indicano la pole position) (Le gare in corsivo indicano Gpv)
| Anno | Team          | 1   | 2   | 3   | 4   | 5   | 6   | 7   | 8   | 9   | 10  | 11  | 12  | 13  | 14  | 15  | 16  | 17  | 18  | 19  | 20  | Punti | Pos. |
| ---- | ------------- | --- | --- | --- | --- | --- | --- | --- | --- | --- | --- | --- | --- | --- | --- | --- | --- | --- | --- | --- | --- | ----- | ---- |
| 2024 | MP Motorsport | SAK | SAK | MEL | MEL | IMO | IMO | MON | MON | CAT | CAT | RBR | RBR | SIL | SIL | HUN | HUN | SPA | SPA | MNZ | MNZ | 81    | 9º   |
| 2024 | MP Motorsport | 5   | 3   | 12  | 15  | 2   | 11  | 2   | 8   | 10  | 11  | 8   | 15  | 25  | 14  | 4   | 20  | 4   | 9   | 1   | 6   | 81    | 9º   |
| 2025 | MP Motorsport | AUS | AUS | SAK | SAK | IMO | IMO | MON | MON | CAT | CAT | RBR | RBR | SIL | SIL | SPA | SPA | HUN | HUN | MNZ | MNZ | 93*   |      |
| 2025 | MP Motorsport | Rit | 5   | 6   | 3   | 1   | 6   | 5   | 5   | Rit | 7   | 6   | 2   | 11  | 18  | 12  | C   |     |     |     |     | 93*   |      |